# Робинзон Крузо: Очень обитаемый остров
«Робинзон Крузо: Очень обитаемый остров» (фр. Robinson Crusoe) — бельгийско-французский компьютерно-анимационный комедийный фильм 2016 года, снятый Винсентом Кестелутом и Беном Стассеном.

## Сюжет
Робинзон вместе с командой попадает в сильнейший шторм, падает вниз и бьется головой. Очнувшись, Робинзон видит рядом с собой собаку, и плывет с ней к берегу. Одинокий зеленый островок должен стать для Робинзона спасением, и в его голове уже крутятся мысли о многолетнем одиночестве. Но человек, спасшийся после кораблекрушения, не подозревал, что в этом месте проживает живность. Симпатичные зверушки приметили Робинзона еще на берегу.
Веселый попугай вместе с друзьями долго наблюдал за действиями Крузо. Когда Робинзон снимал одежду, им всем показалось, что он… сбрасывает кожу, словно какая-то змея. Ни тапир, ни попугай, ни другие зверушки доселе не видели человека и собаку и поначалу очень испугались их, но позже они поняли, что эти пришельцы не опасны.
Крузо пытается построить какое-то подобие дома на острове. Многие зверьки ему охотно помогают и даже снабжают пищей. Но вот не все здешние животные хорошо приняли Робинзона. Пара «котиков», например, враждебно отнеслась к появлению человека. Хитрые зверьки сделают все, чтобы превратить жизнь Крузо в настоящий кошмар. Что приводит, правда, к появлению комичных ситуаций.

## Признание
| Награды и номинации фильма «Робинзон Крузо: Очень обитаемый остров» | Награды и номинации фильма «Робинзон Крузо: Очень обитаемый остров» | Награды и номинации фильма «Робинзон Крузо: Очень обитаемый остров» | Награды и номинации фильма «Робинзон Крузо: Очень обитаемый остров» | Награды и номинации фильма «Робинзон Крузо: Очень обитаемый остров» | Награды и номинации фильма «Робинзон Крузо: Очень обитаемый остров» |
| Год                                                                 | Кинопремия / Кинофестиваль                                          | Категория / Награда                                                 | Номинант                                                            | Результат                                                           |                                                                     |
| ------------------------------------------------------------------- | ------------------------------------------------------------------- | ------------------------------------------------------------------- | ------------------------------------------------------------------- | ------------------------------------------------------------------- | ------------------------------------------------------------------- |
| 2016                                                                | Ассоциация немецких критиков и кинопроизводителей                   | Лучший анимационный фильм                                           | «Робинзон Крузо: Очень обитаемый остров»                            | Победа                                                              |                                                                     |

## Ссылка
- «Робинзон Крузо: Очень обитаемый остров» (англ.) на сайте Internet Movie Database(англ.)